# Députation provinciale de Lérida
La députation provinciale de Lérida (en catalan : Diputació Provincial de Lleida, en espagnol : Diputación Provincial de Lleida) est l'organe institutionnel propre à la province de Lérida assurant les différentes fonctions administratives et exécutives de la province.
Elle comprend l'ensemble des communes de la province et est chargée d'aider les communes à coordonner l'action municipale et à participer au financement de la construction d'ouvrages publics.

## Histoire
La députation est créée en 1822, lors du « triennat libéral », en conséquence du rétablissement de la Constitution de 1812 dite « de Cadix ». Elle est suspendue de facto jusqu'à la division provinciale de 1833, réalisée par Javier de Burgos.

## Organisation

### Députés
|       | CUP    |       |      |    |    |    |    |    |    |    | 1  |    |    |  |  |
|       | ICV    |       |      |    |    |    |    | 1  |    |    |    |    |    |  |  |
|       | ECP    |       |      |    |    |    |    |    |    |    |    | 1  |    |  |  |
|       | ERC    |       |      |    |    |    | 2  | 4  | 3  | 2  | 6  | 11 | 8  |  |  |
|       | PSC    | 2/1   | 11/9 | 6  | 7  | 8  | 7  | 6  | 10 | 7  | 4  | 3  | 3  |  |  |
|       | UCD    | 18/10 |      |    |    |    |    |    |    |    |    |    |    |  |  |
|       | CiU    | 4/3   | 9/7  | 17 | 17 | 14 | 14 | 13 | 11 | 13 | 12 |    |    |  |  |
|       | JxC    |       |      |    |    |    |    |    |    |    |    | 9  | 10 |  |  |
|       | JxC    |       |      |    |    |    |    |    |    |    |    | 9  | 10 |  |  |
|       | Cs     |       |      |    |    |    |    |    |    |    | 1  | 1  |    |  |  |
|       | AP/PP  |       | 3/2  | 1  | 1  | 2  | 1  | 1  | 1  | 2  | 1  |    | 2  |  |  |
|       | AP/PP  |       | 3/2  | 1  | 1  | 2  | 1  | 1  | 1  | 2  | 1  |    | 2  |  |  |
|       | Divers | 0/10  | 2/7  | 1  |    | 1  | 1  |    |    | 1  |    |    | 2  |  |  |
|       |        |       |      |    |    |    |    |    |    |    |    |    |    |  |  |
| Total | Total  | 24    | 25   | 25 | 25 | 25 | 25 | 25 | 25 | 25 | 25 | 25 | 25 |  |  |

### Présidents
| Titulaire | Titulaire               | Début      | Fin         | Mandat                             | Parti      |
| --------- | ----------------------- | ---------- | ----------- | ---------------------------------- | ---------- |
|           | Jaume Culleré (ca)      | 26/04/1979 | 07/06/1983  | Conseiller municipal de Mollerussa | UCD        |
|           | Ramon Vilalta (ca)      | 07/06/1983 | 27/08/1987  | Conseiller municipal de Mollerussa | PSC        |
|           | Ramon Companys (ca)     | 27/08/1987 | 05/11/1990  | Maire de Sidamon                   | CDC        |
|           | Josep Grau (ca)         | 08/11/1990 | 04/12/1999  | Maire de Mollerussa                | CDC        |
|           | Josep Pont (ca)         | 04/12/1999 | 09/07/2003  | Maire de Bellpuig                  | CDC        |
|           | Isidre Gavín (ca)       | 09/07/2003 | 07/08/2007  | Conseiller municipal de Lérida     | CDC        |
|           | Jaume Gilabert (ca)     | 07/08/2007 | 11/07/2011  | Maire de Montgai                   | ERC        |
|           | Joan Reñé (ca)          | 11/07/2011 | 11/10/2018  | Maire de Fondarella                | CDC/PDeCAT |
|           | Rosa Maria Perelló (ca) | 18/10/2018 | 12/07/2019  | Maire de Tàrrega                   | PDeCAT     |
|           | Joan Talarn Gilabert    | 12/07/2019 | En fonction | Maire de Bellvís                   | ERC        |